# Anthony Hill (rugby à XV)
Pour les articles homonymes, voir Anthony Hill (squash) et Hill.
Pas d'image ? Cliquez ici

a Compétitions nationales et continentales officielles uniquement.

Anthony Hill, né le 12 février 1973 à Sydney, est un joueur de rugby à XV australien. Il évolue en Championnat de France au sein de plusieurs clubs dont le RC Narbonne, la  Section paloise et l'AS Béziers,.
De 2008 à 2010, il est directeur général du Rugby Nice Côte d'Azur. avant devenir recruteur au Stade français en mai 2010.

## Biographie
Originaire de Sydney, Anthony Hill est formé au Randwick District Rugby Union Football Club.
A l'âge de 23 ans, il débarque à Narbonne. Il n’en est plus reparti, malgré quelques passages comme joueur à la Section paloise, l'AS Béziers et le Montpellier HR.
En 2011, il contribue à convaincre Bob Dwyer et les investisseurs australiens de FG Management de miser sur le RC Narbonne. Il conserve la présidence jusqu'en 2015.